# Enrico I della Marca Orientale sassone
Enrico I di Wettin detto il Vecchio (Grimma, 1070 – Emden, 1103) fu margravio della marca orientale sassone dal 1075 alla morte, margravio della marca di Lusazia dal 1081 alla morte e margravio della Margravio di Meißen dal 1089 alla morte.

## Biografia
Fu conte di Eilenburg e figlio del conte Dedo I di Wettin e della sua seconda moglie, Adela di Brabante, figlia del conte Lamberto II di Lovanio e vedova del margravio Ottone I di Meißen. Suo padre governava la marca di Lusazia dal 1046; era uno dei nobili che si unì alla ribellione sassone nel 1073-75, ma si avvicinò rapidamente al re salico Enrico IV e grazie a ciò poté mantenere il suo margraviato fino alla sua morte nel 1075. Tuttavia, dovette dare come ostaggio suo figlio minore ed erede Enrico al re. 
Enrico rimase in cattività fino a quando nel 1081 il re gli conferì la marca di Lusazia per limitare l'influenza della Boemia nella regione. In precedenza era infeudato della marca il re Vratislao II di Boemia per il suo supporto contro gli insorti sassoni, ma non venne mai stato confermato del suo possesso.
Successivamente, nel 1089, Enrico IV conferì il margraviato di Meißen a Enrico, il primo della casa di Wettin a governare la marca, in seguito alla deposizione del margravio brunonide Egberto II, che si era schierato dalla parte dell'anti-re Ermanno di Salm.
Enrico fu ucciso combattendo contro gli slavi polabiani vicino al fiume Neisse.

## Matrimonio ed eredi
Egli sposò intorno al 1002 Gertrude di Brunswick († 1117), figlia del margravio Egberto I di Meißen allo scopo di legittimare ulteriormente la sua posizione. Essi ebbero:
- Enrico II, figlio nato postumo di Enrico I[2].